# Eleni Kourtelidou
Eleni Kourtelidou (* 14. April 1985) ist eine ehemalige griechische Gewichtheberin.

## Werdegang
Kourtelidou erreichte bei den Europameisterschaften 2006 in Władysławowo den achten Platz in der Klasse bis 75 kg. Bei den Weltmeisterschaften in Santo Domingo im selben Jahr belegte sie Platz 18. 2007 wechselte sie in die Klasse bis 69 kg. Bei den Europameisterschaften in Straßburg wurde sie Zehnte und bei den Weltmeisterschaften in Chiang Mai erreichte sie Platz 15. Bei einer Trainingskontrolle wurde Kourtelidou 2008 wie auch zehn weitere Mitglieder der griechischen Nationalmannschaft positiv getestet und anschließend vom Weltverband IWF für zwei Jahre gesperrt.